# S/S Maria
S/S Maria, tidigare S/S Maria I, var ett svenskt passagerarångfartyg, byggt 1879 och skrotat 1939.
S/S Maria I sjösattes 1879 på Motala mekaniska verkstad i Motala för Köpings Ångfartygs Rederibolag i Köping och sattes i trafik på Mälaren. Hon såldes 1895 till Stockholms Transport och Bogserings AB i Stockholm och byggdes om 1898, varvid hon förlängdes och breddades och försågs med ny ångpanna och ny ångmaskin från Motala Verkstads Nya AB i Motala. 
Hon såldes 1918 till Skärgårds AB i Norrköping och omdöptes till S/S Maria. Hon seglade genom Arkösunds, Sankt Anna och Gryts skärgårdar på den tio timmar långa rutten Norrköping - Valdemarsvik.  S/S Maria blev det sista passagerarfartyget på dessa rutter och var i trafik där till 1935, då hon såldes till Fredrikstad i Norge för skrotning.